# Tomáš Plekanec
Tomáš Plekanec (né le 31 octobre 1982 à Kladno, en Tchécoslovaquie aujourd'hui ville de République tchèque) est un joueur professionnel tchèque de hockey sur glace. Il a évolué une grande partie de sa carrière dans la Ligue nationale de hockey avec les Canadiens de Montréal.

## Carrière

### Carrière en Europe
Tomas joua notamment pour le HC Kladno qui est un club de Hockey sur glace de République tchèque basé à Kladno en Bohême centrale. Cette équipe évolue actuellement dans l'Extraliga (plus haute division tchèque). Le 16 septembre 2012, après le déclenchement d'un arrêt de travail (lock-out) dans la LNH, Tomas Plekanec annonce qu'il se joindra au HC Kladno pour la durée du conflit.
En 2014, il est nommé capitaine de la République tchèque en vue des Jeux olympiques d'hiver de 2014 à Sotchi.

### Carrière en Amérique du Nord
Plekanec est un gaucher qui joue au poste de centre. Il a également évolué à l'occasion comme ailier gauche dans le passé. Il a été repêché par les Canadiens lors du repêchage d'entrée dans la LNH 2001, à la 71e position. Au cours des saisons 2003-2004 et 2004-2005, il fut le meilleur pointeur du club-école des Canadiens, les Bulldogs de Hamilton de la Ligue américaine de hockey. Plekanec joue sur une base régulière avec les Canadiens depuis la saison 2005-2006. Il a joué son premier match dans la ligue nationale le 31 décembre 2003, mais n'a joué que 2 matchs en 2003-2004. Il a compté son premier but le 15 octobre 2005 contre les Maple Leafs de Toronto au Centre Bell.
En 2006-2007, il a remporté la tranche du mois de janvier de la Coupe Molson remise au meilleur joueur de son équipe chez les Canadiens durant ce mois. Cela devait servir de prélude à une deuxième moitié de saison beaucoup plus productive que la première. Il termine la saison avec 47 points dont 20 buts, ce qui constituait sa meilleure production jusqu'alors dans la LNH.
Plekanec était sous contrat avec les Canadiens jusqu'à la fin de la saison 2009-2010, mais le 22 juin 2010 il signe un contrat le liant pour 6 ans (pour 30 millions de dollars) à cette même franchise.
Le 29 février 2008, lors d'un match contre les Sabres de Buffalo, il réalise son premier tour du chapeau en inscrivant trois buts. Il termine la soirée avec quatre points et est nommé première étoile de la soirée par le site Web officiel de la LNH.
Le 10 octobre 2015, il obtient son 500e point dans la LNH en marquant dans un filet désert contre les Bruins de Boston. Le 16 octobre 2015, il obtient une prolongation de contrat de deux ans pour un salaire de 12 millions de dollars.
Le 25 février 2018, après 981 matchs avec Montréal, il est échangé aux Maple Leafs de Toronto en compagnie de Kyle Baun, contre l'attaquant Kerby Rychel, le défenseur Rinat Valiev et un choix de 2e tour au repêchage d'entrée dans la LNH 2018.
Le 1er juillet 2018, il signe un nouveau contrat d'un an avec les Canadiens. Le 15 octobre 2018, il dispute son 1000e match dans la LNH. Le 9 novembre 2018, il est soumis au ballottage. Il n'est pas réclamé le lendemain et son contrat est alors racheté par l'équipe.

### Carrière internationale
Il représente la République tchèque au niveau international.

### Retraite
Le 28 octobre 2023, Plekanec prend sa retraite du hockey professionnel à l'âge de 40 ans, évoquant des problèmes de santé qui l'empêchent de continuer.

## Statistiques

### En club
| Saison     | Équipe                 | Ligue          |       | Saison régulière | Saison régulière | Saison régulière | Saison régulière | Saison régulière |    | Séries éliminatoires | Séries éliminatoires | Séries éliminatoires | Séries éliminatoires | Séries éliminatoires |
| Saison     | Équipe                 | Ligue          | PJ    | B                | A                | Pts              | Pun              | PJ               | B  | A                    | Pts                  | Pun                  |                      |                      |
| 1998-1999  | HC Kladno              | Extraliga      | 3     | 0                | 0                | 0                | 0                | -                | -  | -                    | -                    | -                    |                      |                      |
| 2000-2001  | HC Kladno              | Extraliga      | 47    | 9                | 9                | 18               | 24               | -                | -  | -                    | -                    | -                    |                      |                      |
| 2001-2002  | HC Kladno              | Extraliga      | 48    | 7                | 16               | 23               | 28               | -                | -  | -                    | -                    | -                    |                      |                      |
| 2002-2003  | Bulldogs de Hamilton   | LAH            | 77    | 19               | 27               | 46               | 74               | 13               | 3  | 2                    | 5                    | 8                    |                      |                      |
| 2003-2004  | Bulldogs de Hamilton   | LAH            | 74    | 23               | 43               | 66               | 90               | 10               | 2  | 5                    | 7                    | 6                    |                      |                      |
| 2003-2004  | Canadiens de Montréal  | LNH            | 2     | 0                | 0                | 0                | 0                | -                | -  | -                    | -                    | -                    |                      |                      |
| 2004-2005  | Bulldogs de Hamilton   | LAH            | 80    | 29               | 35               | 64               | 68               | 4                | 2  | 4                    | 6                    | 6                    |                      |                      |
| 2005-2006  | Bulldogs de Hamilton   | LAH            | 2     | 0                | 0                | 0                | 2                | -                | -  | -                    | -                    | -                    |                      |                      |
| 2005-2006  | Canadiens de Montréal  | LNH            | 67    | 9                | 20               | 29               | 32               | 6                | 0  | 4                    | 4                    | 6                    |                      |                      |
| 2006-2007  | Canadiens de Montréal  | LNH            | 81    | 20               | 27               | 47               | 36               | -                | -  | -                    | -                    | -                    |                      |                      |
| 2007-2008  | Canadiens de Montréal  | LNH            | 81    | 29               | 40               | 69               | 42               | 12               | 4  | 5                    | 9                    | 2                    |                      |                      |
| 2008-2009  | Canadiens de Montréal  | LNH            | 80    | 20               | 19               | 39               | 54               | 3                | 0  | 0                    | 0                    | 4                    |                      |                      |
| 2009-2010  | Canadiens de Montréal  | LNH            | 82    | 25               | 45               | 70               | 50               | 18               | 4  | 7                    | 11                   | 20                   |                      |                      |
| 2010-2011  | Canadiens de Montréal  | LNH            | 77    | 22               | 35               | 57               | 60               | 7                | 2  | 3                    | 5                    | 2                    |                      |                      |
| 2011-2012  | Canadiens de Montréal  | LNH            | 81    | 17               | 35               | 52               | 56               | -                | -  | -                    | -                    | -                    |                      |                      |
| 2012-2013  | HC Kladno              | Extraliga      | 32    | 21               | 25               | 46               | 38               | -                | -  | -                    | -                    | -                    |                      |                      |
| 2012-2013  | Canadiens de Montréal  | LNH            | 47    | 14               | 19               | 33               | 24               | 5                | 0  | 4                    | 4                    | 2                    |                      |                      |
| 2013-2014  | Canadiens de Montréal  | LNH            | 81    | 20               | 23               | 43               | 38               | 17               | 4  | 5                    | 9                    | 8                    |                      |                      |
| 2014-2015  | Canadiens de Montréal  | LNH            | 82    | 26               | 34               | 60               | 46               | 12               | 1  | 3                    | 4                    | 6                    |                      |                      |
| 2015-2016  | Canadiens de Montréal  | LNH            | 82    | 14               | 40               | 54               | 36               | -                | -  | -                    | -                    | -                    |                      |                      |
| 2016-2017  | Canadiens de Montréal  | LNH            | 78    | 10               | 18               | 28               | 24               | 6                | 1  | 2                    | 3                    | 0                    |                      |                      |
| 2017-2018  | Canadiens de Montréal  | LNH            | 60    | 6                | 18               | 24               | 39               | -                | -  | -                    | -                    | -                    |                      |                      |
| 2017-2018  | Maple Leafs de Toronto | LNH            | 17    | 0                | 2                | 2                | 6                | 7                | 2  | 2                    | 4                    | 2                    |                      |                      |
| 2018-2019  | Canadiens de Montréal  | LNH            | 3     | 1                | 0                | 1                | 0                | -                | -  | -                    | -                    | -                    |                      |                      |
| 2018-2019  | Rytíři Kladno          | 1.Liga         | 10    | 5                | 7                | 12               | 12               | 10               | 4  | 11                   | 15                   | 14                   |                      |                      |
| 2018-2019  | HC Kometa Brno         | Extraliga Tch. | 16    | 0                | 7                | 7                | 14               | -                | -  | -                    | -                    | -                    |                      |                      |
| 2019-2020  | HC Kometa Brno         | Extraliga Tch. | 50    | 13               | 20               | 33               | 68               | -                | -  | -                    | -                    | -                    |                      |                      |
| 2020-2021  | Rytíři Kladno          | Extraliga Tch. | 33    | 15               | 19               | 34               | 52               | 16               | 6  | 11                   | 17                   | 2                    |                      |                      |
| 2021-2022  | Rytíři Kladno          | Extraliga Tch. | 56    | 17               | 36               | 53               | 46               | -                | -  | -                    | -                    | -                    |                      |                      |
| 2022-2023  | Rytíři Kladno          | Extraliga Tch. | 52    | 16               | 33               | 49               | 34               | -                | -  | -                    | -                    | -                    |                      |                      |
| 2023-2024  | Rytíři Kladno          | Extraliga Tch. | 9     | 1                | 3                | 4                | 14               | -                | -  | -                    | -                    | -                    |                      |                      |
| Totaux LNH | Totaux LNH             | Totaux LNH     | 1 001 | 233              | 375              | 608              | 543              | 94               | 18 | 35                   | 53                   | 52                   |                      |                      |

### En équipe nationale
| Année | Équipe                 | Compétition                  |    | PJ | B | A  | Pts | Pun                       |  | Résultat |
| 2000  | République tchèque U18 | Championnat du monde -18 ans | 6  | 1  | 1 | 2  | 2   | 6e place                  |  |          |
| 2001  | République tchèque U20 | Championnat du monde junior  | 7  | 1  | 1 | 2  | 6   | Médaille d'or, monde      |  |          |
| 2002  | République tchèque U20 | Championnat du monde junior  | 7  | 3  | 4 | 7  | 0   | 7e place                  |  |          |
| 2006  | Tchéquie               | Championnat du monde         | 9  | 3  | 0 | 3  | 20  | Médaille d'argent, monde  |  |          |
| 2007  | République tchèque     | Championnat du monde         | 7  | 4  | 4 | 8  | 2   | 7e place                  |  |          |
| 2008  | République tchèque     | Championnat du monde         | 4  | 0  | 3 | 3  | 2   | 5e place                  |  |          |
| 2009  | République tchèque     | Championnat du monde         | 7  | 0  | 1 | 1  | 4   | 6e place                  |  |          |
| 2010  | République tchèque     | Jeux olympiques              | 5  | 2  | 1 | 3  | 2   | 7e place                  |  |          |
| 2011  | République tchèque     | Championnat du monde         | 8  | 6  | 4 | 10 | 6   | Médaille de bronze, monde |  |          |
| 2012  | République tchèque     | Championnat du monde         | 10 | 1  | 6 | 7  | 4   | Médaille de bronze, monde |  |          |
| 2013  | République tchèque     | Championnat du monde         | 2  | 0  | 4 | 4  | 2   | 7e place                  |  |          |
| 2014  | République tchèque     | Jeux olympiques              | 5  | 1  | 3 | 4  | 0   | 6e place                  |  |          |
| 2015  | République tchèque     | Championnat du monde         | 2  | 0  | 0 | 0  | 0   | 4e place                  |  |          |
| 2016  | République tchèque     | Championnat du monde         | 8  | 0  | 5 | 5  | 8   | 5e place                  |  |          |
| 2016  | République tchèque     | Coupe du monde               | 3  | 0  | 0 | 0  | 0   | 6e place                  |  |          |
| 2017  | République tchèque     | Championnat du monde         | 8  | 0  | 0 | 0  | 4   | 7e place                  |  |          |
| 2018  | République tchèque     | Championnat du monde         | 8  | 0  | 1 | 1  | 2   | 7e place                  |  |          |

## Trophées et honneurs personnels
- 2012 : nommé meilleur attaquant du KAJOTbet Hockey Games